# 前置詞
前置詞（英語：Preposition）在文法裡是一種介詞或助詞，其作用為建立受詞（多半是一個名詞片語）與句子中其他部分的關係，通常用來表示位置或時間。

## 另見
- 介詞
- 後置詞